# Mas del Gerro
El Mas del Gerro és un edifici del municipi de Botarell (Baix Camp) que forma part de l'Inventari del Patrimoni Arquitectònic de Catalunya.

## Descripció

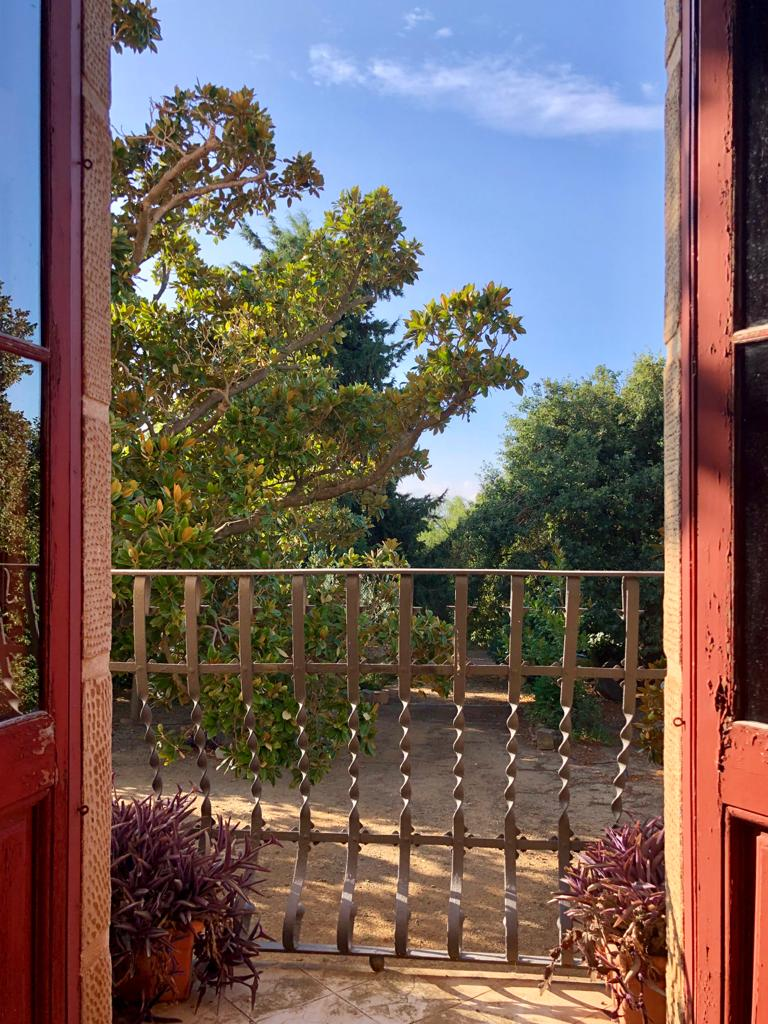
Vista interior de la balconera i el jardí

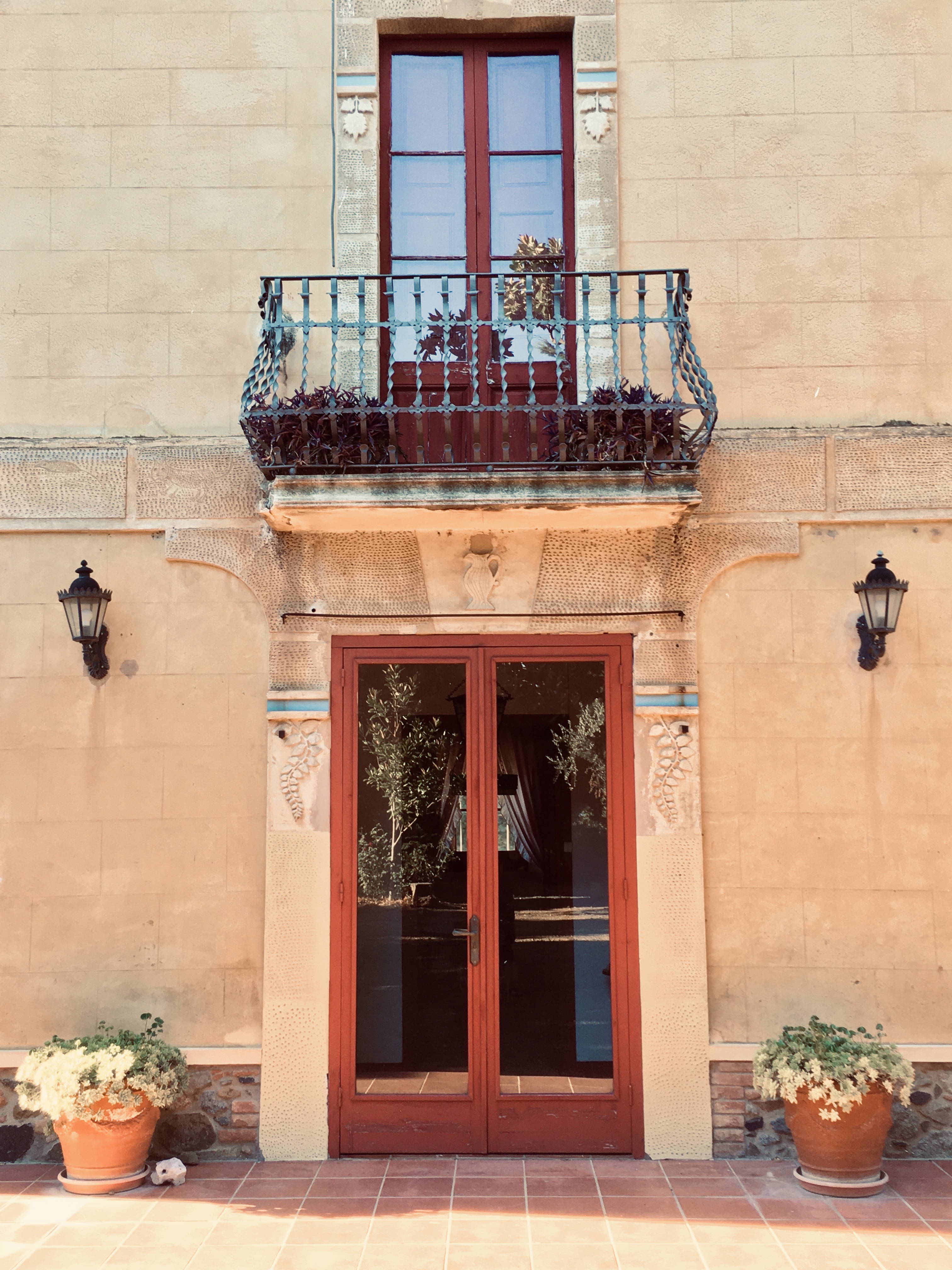
Entrada i balconera amb motius vegetals

És un mas residencial d'estil modernista, al qual s'afegí una altra construcció per allotjar-hi els masovers. L'edifici principal compta amb planta baixa, pis i golfes. Hi destaca una balconera rematada amb motius vegetals i un rellotge de sol amb la inscripció «Badoc fes ton camí que l'hora passa». Al damunt de la porta principal, hi ha un gerro fet amb estuc. Davant de la casa hi ha un gran jardí fet a l'estil i gust de l'època. Davant de la façana, gran ombra feta pels arbres.

## Història
És una casa de camp residencial feta construir en estil modernista el 1915 pel Dr. Marc Ribas i Massó. El 1923 s'hi afegí la casa dels masovers. Situada vora la carretera de Botarell a Montbrió, al seu entorn està actualment quasi totalment urbanitzat. El nom del mas i del detall ornamental de la porta ve del renom que es donava a la família que feu construir el mas, renom acceptat i que tenia origen en la donació que havien fet, amb motiu de la construcció del cimbell del campanar de Botarell, dels quatre gerros de ceràmica envernissada que l'ornen.